# 大蔵省主計局第一部
大蔵省主計局第一部（おおくらしょうしゅけいきょくだいいちぶ）は、占領下の日本に置かれていた大蔵省主計局の部署である。

## 概要
予算決算事務を担当していた6つの主計班が1947年7月2日に第一部と第二部に拡充された。部長は局長を補佐して部務を掌理する体制となっていた。

## 組織
- 第一課
大蔵（終戦処理を除く）、歳入、第二部所管事務に関し、部各課間への連絡調整。
- 第二課
国会、裁判所、会計検査院、司法、外務。
- 第三課
皇室費、内閣（戦災復興院及び公共事業費を除く）、内務、地方財政。
- 第四課
文部、厚生。

## 主計局第一部長
| 氏名     | 在任期間                                             |
| -------- | ---------------------------------------------------- |
| 東条猛猪 | 1947年（昭和22年）6月17日 - 1949年（昭和24年）6月1日 |